# Oskar Morfeldt
Oskar Morfeldt, född 30 oktober 1888 i Eda socken, Värmland, död 13 juli 1972, missionär i Kongo.
Oskar Morfeldt var son till snickaren Olof Morfeldt och Maria Svensson. Han gick en evangelistkurs 1907 och därefter utbildade han sig vid Teologiska Seminariet (tidigare missionsskolan) 1908-1911. Han läste språk i Frankrike 1912 och 1918. År 1913 utreste han till Kongo som missionär vilket han var fram till 1929 i olika omgångar. Han gifte sig 1915 med Judit Johansson (1886-1955). I Kongo var han bland annat verksam vid missionsstationen Indo som grundats 1918 av Karl Messing den äldre, och som var belägen i södra kanten av den stora ekvatorialskogen i distriktet Sibiti (Kongo-Brazzaville). Befolkningen bestod av bayaka och bakuta. Oskar Morfeldt dokumenterade vardagen i både bild och ljud, en dokumentation som idag återfinns vid t.ex. Riksarkivet, Kungliga biblioteket och Etnografiska museet, Stockholm. Han fick en dotter 1918, Ingrid Margareta, och 1919 föddes sonen Carl-Olof i Hedemora. Efter hemkomsten till Sverige verkade Oskar som föreläsare och kursledare fram till pensioneringen. Familjen flyttade till Lidingö 1934. Han har publicerat flera skrifter: Våra arbetsmöten 1918, Missionsbilder för barn I 1938, II 1940, Bland de svarta små 1942 och Allvar och humor i de svartas värld 1942.